# أدريان مالون
أدريان مالون (بالإنجليزية: Adrian Malone)‏ هو صانع أفلام وثائقية بريطاني، ولد في 3 فبراير 1937 في بوتل ‏ في المملكة المتحدة، وتوفي في 15 مارس 2015 في شيلدز الشمالية ‏ في المملكة المتحدة.

## روابط خارجية
- أدريان مالون على موقع IMDb (الإنجليزية)
- أدريان مالون على موقع قاعدة بيانات الفيلم (الإنجليزية)